# 경상남도축구협회
경상남도축구협회(Gyeongnam Football Association)는 경상남도에 위치한, 대한축구협회 산하의 축구 협회이다. 공식 홈페이지 이름은 사단법인 경상남도축구협회이다.
경상남도의 축구회관 건립, 장학재단 설립 등의 사업을 통해 축구의 발전과 경상남도민들 모두가 즐길 수 있는 스포츠 문화의 일부로 자리 잡게 하는 것을 목표로 하며, 해당 홈페이지를 통해 경상남도 도민들과의 소통에도 신경 쓰고 있다.

## 같이 보기
- 대한축구협회